# 常世氏
常世氏（とこよし）は、日本の氏族。系統は渡来系の古代豪族と、桓武平氏加納氏流の武家がある。

## 渡来系氏族
燕王公孫淵の末裔を称する渡来系氏族赤染氏の一族（新撰姓氏録）。河内国大県郡を主な根拠地とし、同地に常世岐姫神社（大阪府八尾市）を祀る。
『続日本紀』の天平19年（747年）8月23日条には「正六位上赤染造広足・赤染高麻呂ら9人に常世連の氏姓を賜る」、天平勝宝2年（750年）9月1日条には「正六位赤染造広足・赤染高麻呂ら24人に常世連の氏姓を賜る」、宝亀8年（777年）4月14日条には「右京の従六位上・赤染国持ら4人、河内国大県郡の正六位上・赤染人足ら13人、遠江国蓁原郡の外八位下・赤染長浜、因幡国八上郡の外従六位下・赤染帯縄ら19人に常世連を賜う」とある。
八色の姓では、常世宿禰（『姓名録抄』）、のち常世朝臣（『拾介抄』）。平安時代の長保元年（999年）には常世済明が大和国添下郡の郡司となっている（『三条家本 北山抄 紙背文書』）。

## 桓武平氏加納氏流
桓武平氏三浦氏族の加納氏庶流で、陸奥国会津地方の戦国大名蘆名氏の同族。鎌倉時代に加納氏流の佐原盛時が耶麻郡常世邑（現在の喜多方市）の地頭職に補任され、次男の佐原頼盛が本貫として土着し、常世氏を名乗ったことによる。
常世氏は文亀2年（1502年）、蘆名盛高に背いて誅され、天文7年（1538年）の会津黒川城火災の際には「常世殿」の屋敷が焼失している。永禄2年（1559年）に常世大炊助盛重は常安寺を開基したが、天正年間に戦火で焼失し、旧臣により再興された（『新編会津風土記』）。江戸時代には会津藩士や秋田藩士、米沢藩士となった。